# Hostellerie du Vieux Pérouges
L'hostellerie du Vieux Pérouges désigne à la fois un immeuble et l'auberge installée à l'intérieur. Ce monument est situé à Pérouges, dans le département de l'Ain, en France.
L'auberge, toujours en activité en 2020, donne sur la place de la Halle (dite du Tilleul).

## Protection

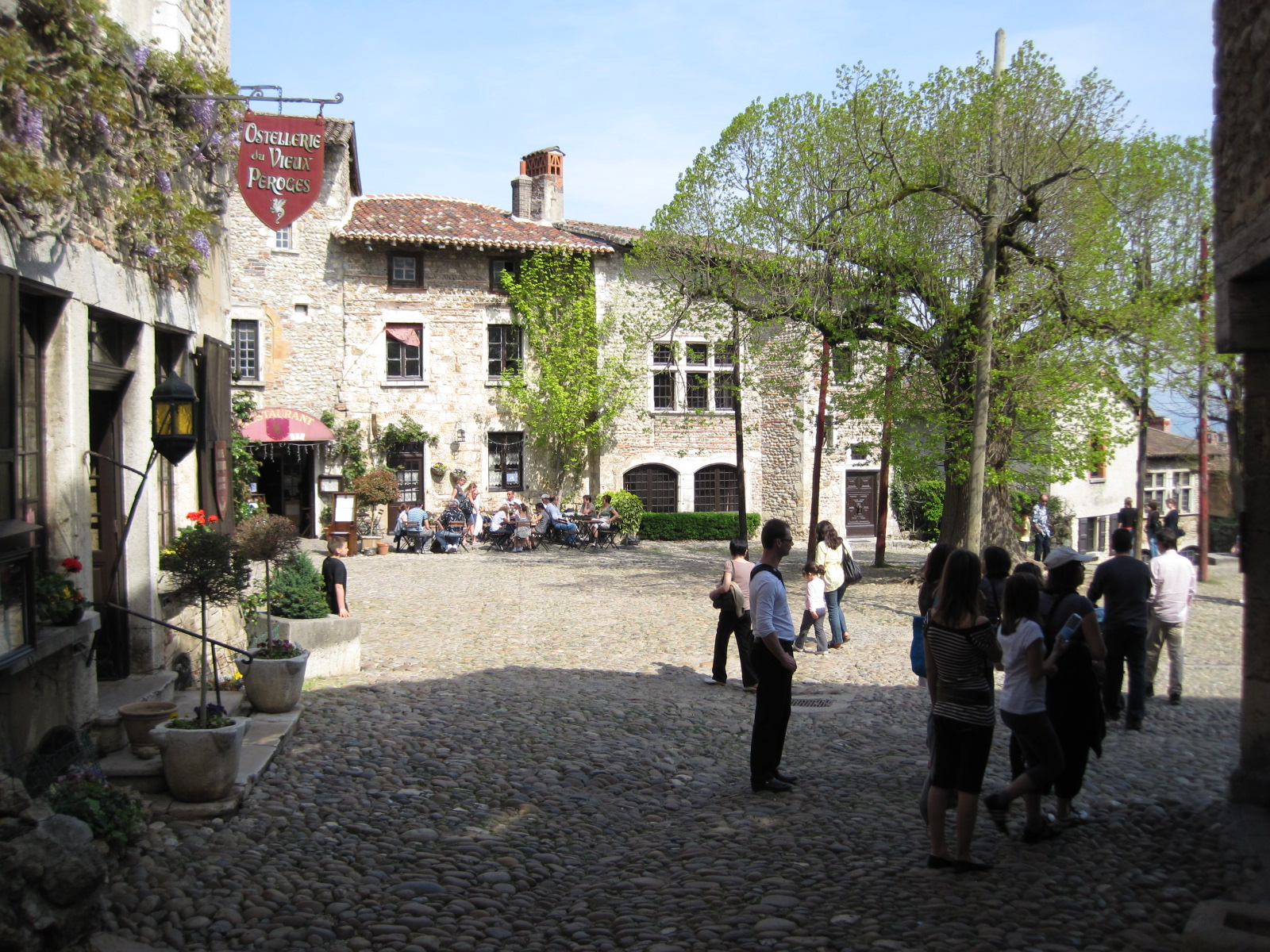
La place de la Halle, sur laquelle donne l'auberge.

L'immeuble de l'hostellerie du Vieux Pérouges fait l’objet d’un classement au titre des monuments historiques depuis le 24 novembre 1921.
De plus, l'auberge elle-même fait l’objet d’un classement au titre des monuments historiques depuis le 7 août 1941.